# Abtswoude
Abtswoude is een buurtschap in de gemeente Delft, in de Nederlandse provincie Zuid-Holland. Het ligt ten zuiden van Delft aan de weg naar Schiedam en is feitelijk niet meer dan een verzameling boerderijen aan de gelijknamige polderweg; er wonen zo'n 20 mensen.
Abtswoude is ook de naam van de weg die vanuit de Delftse wijk Tanthof door deze buurtschap richting Schiedam loopt, en overgaat in de Harreweg.

## Geschiedenis

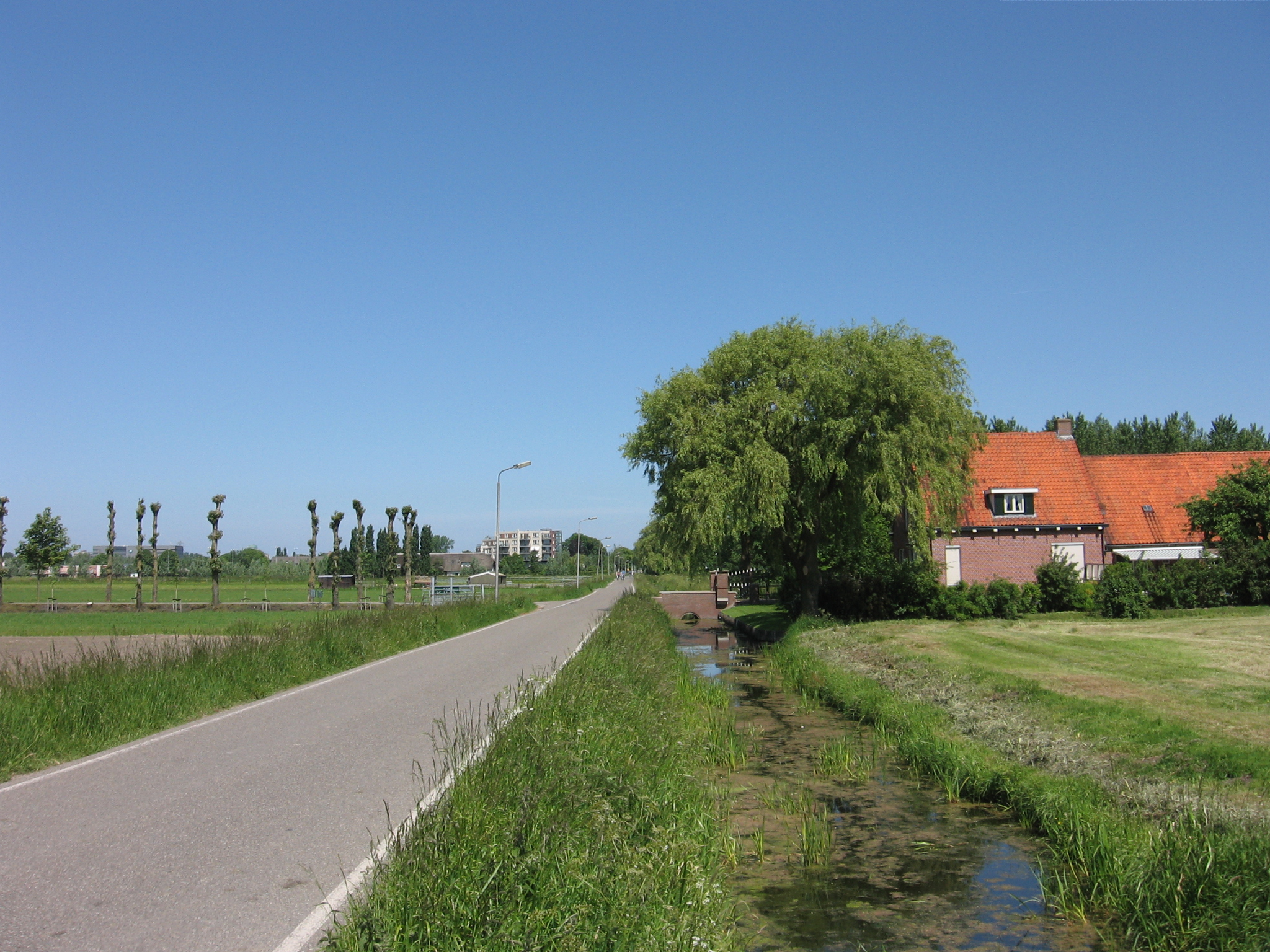
Abtswoude nabij Delft

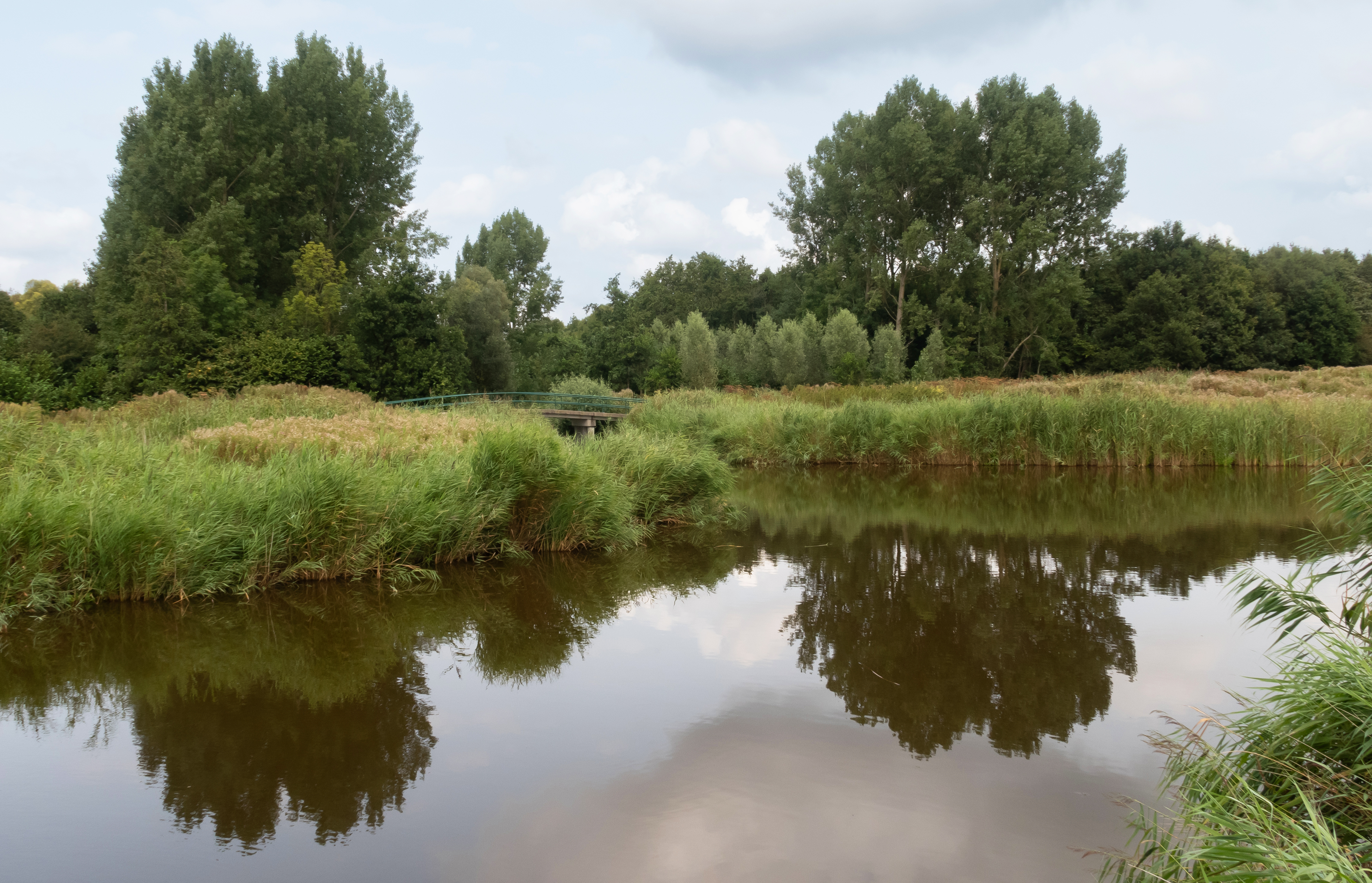
Brugje bij Hoofboschtunnel vanaf Vackestaertpad

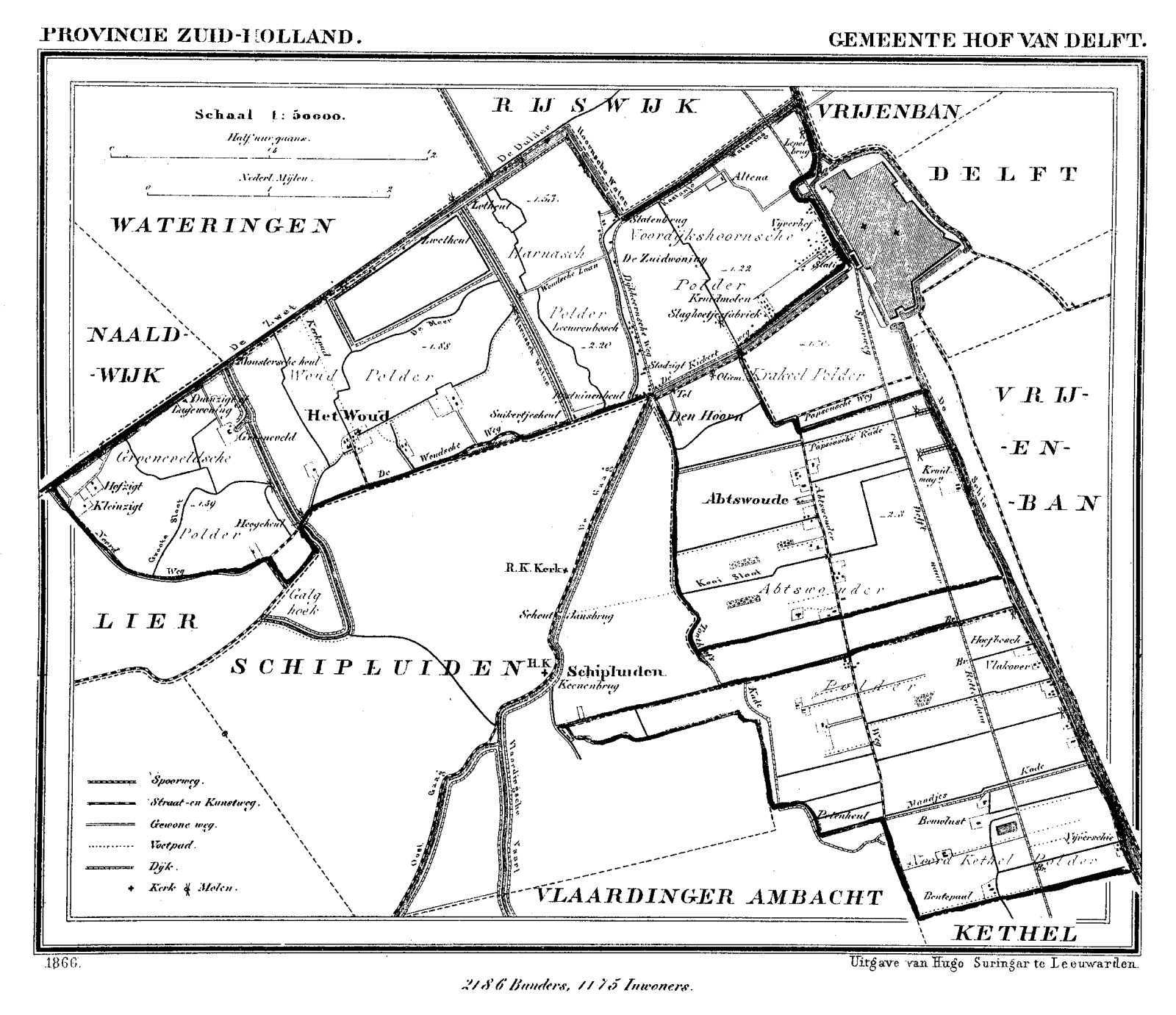
Abtswoude en Hof van Delft circa 1870
Grotere versie

De naam Abtswoude, wordt voor het eerst genoemd in een oorkonde uit 1214. De naam van de buurtschap is afkomstig van ene Popta, een kolonist uit Delft of Friesland. Hij ontgon een stuk bosrijk en moerassig gebied tussen Delft en Kethel, dat naar hem Popta's Wolde of Popta's Woud werd genoemd. In de loop der eeuwen werd deze naam verbasterd tot Papsouw. In de 19e eeuw dacht men in Delft dat er in Papsouw een klooster had gestaan; op volksetymologische gronden nam men aan, dat Papsouw een verbastering was van Paaps Woud. Men vond het woord Paap (spottende benaming voor een rooms-katholiek persoon) te volks en zodoende werd de naam van het gehucht 'teruggeëtymologiseerd' tot het chiquere Abtswoude, waarschijnlijk mede onder invloed van het aangrenzende Abtsregt.
De Delftse wijk Poptahof, en de Papsouwselaan, gelegen in de wijk Voorhof, herinneren nog aan de oorspronkelijke namen. Abtswoude was de geboorteplaats van de boer-dichter Poot, en van beeldend kunstenares Mieke van Ingen.

## Geboren in Abtswoude
- Hubert Kornelisz. Poot (1689-1733), dichter
- Mieke van Ingen (*1962), kunstschilder en graficus